# Papyrius Papyrius
Papyrius Papyrius é uma espécie de formiga do gênero Papyrius.